# Calycobolus pringlei
Calycobolus pringlei är en vindeväxtart som beskrevs av Homer Doliver House. Calycobolus pringlei ingår i släktet Calycobolus och familjen vindeväxter. Inga underarter finns listade i Catalogue of Life.